# Аоас Видал, Морено
Морено Аоас Видал (или просто Морено; порт.-браз. Moreno Aoas Vidal; род. 23 февраля 1983, Сан-Паулу) — бразильский футболист, защитник.

## Карьера
Морено — воспитанник клуба «Коринтианс». В 2002 году дебютировал за клуб, а в 2003 стал обладателем Кубка Бразилии. За два сезона Морено сыграл за «Коринтианс» 26 матчей. В 2004 он дебютировал в Европе, проведя сезон за швейцарский «Кьяссо». Вернувшись в Бразилию Морено выступал за «Атлетико Паранаэнсе», «Санта-Круз», «Форталезу» и «Ботафого», из которого в 2008 году перешёл в «Удинезе».

## Достижения
- Обладатель Кубка Бразилии: 2003